# Bojan Bogdanović
Pour les articles homonymes, voir Bogdanović.
Bojan Bogdanović est un joueur professionnel croate de basket-ball né le 18 avril 1989 à Mostar en Bosnie-Herzégovine (faisant alors partie de la Yougoslavie). Il mesure 2,01 m et évolue au poste d'ailier voire d'ailier fort.

## Biographie

### Jeunesse
Bogdanović apprend à jouer dans les équipes du HKK Zrinjski Mostar, il y commence sa carrière en 2004.

#### Real Madrid (2005-2009)
Il est repéré par le Real Madrid et rejoint le club en 2005 mais il joue encore une saison à Mostar, prêté par Madrid. Il joue un peu dans l'équipe B avant d'être prêté en 2008 au CB Murcia pour la saison. Bogdanović joue dans quatre matches de l'équipe première de Murcie, en Liga ACB. Il marque 0,8 points en moyenne pour 4,3 minutes de jeu.
Le 26 janvier 2009, le club de Murcie renvoie Bogdanović à Madrid. Il joue dans l'équipe B du Real Madrid.

### Carrière professionnelle

#### Cibona Zagreb (2009-2011)
En août 2009, il signe un contrat de quatre ans avec le Cibona Zagreb.
Sa saison avec le Cibona est bonne. Il remporte le titre de champion de Croatie (11 points de moyenne en 26 min de jeu, 45,5 % au tir) et ainsi que le trophée de meilleur joueur de la semaine en Euroligue. En ligue adriatique, il marque en moyenne 8,4 points en 23 minutes de jeu et 8,1 points de moyenne (à 51,3 % au tir) en 23 minutes en Euroligue.
En juillet 2010, il signe une extension de contrat de trois ans avec le Cibona.
En avril 2011, il termine 5e ex æquo avec Nihad Đedović dans le vote du meilleur jeune joueur d'Euroligue (derrière Nikola Mirotić, Víctor Claver, Jan Veselý et Jonas Valančiūnas). Bogdanović réalise une bonne saison avec le Cibona. En Euroligue, il est titulaire et marque 18 points et prend 3,5 rebonds en moyenne sur 10 rencontres.
A la fin de la saison 2010-2011, il rompt son contrat avec le Cibona.

#### Fenerbahçe Ülker (2011-2014)

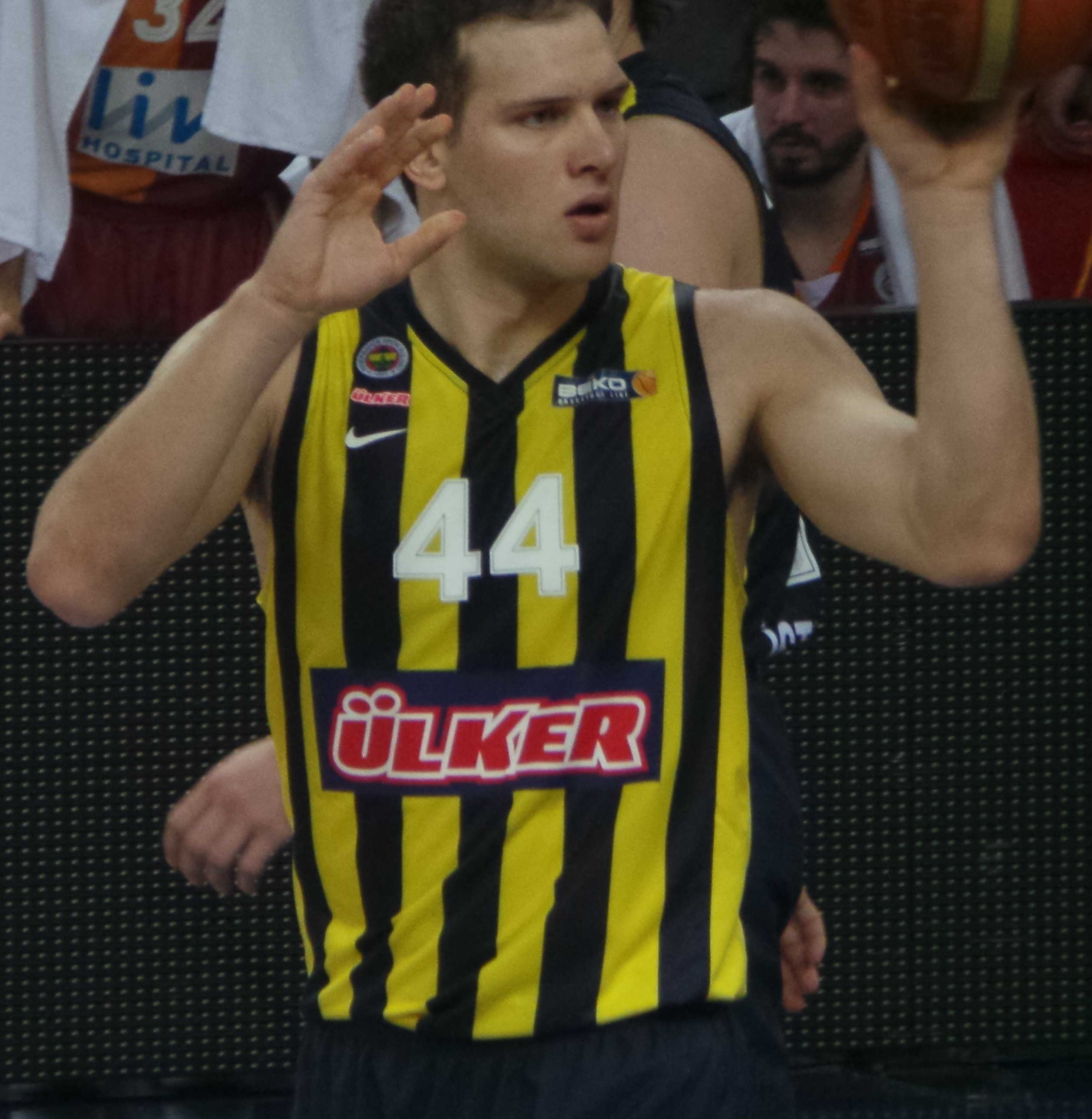
Bogdanović en décembre 2013

Le 19 juin 2011, il signe un contrat avec le club turc Fenerbahçe Ülkerspor.
Le 23 juin 2011, il est choisi à la 31e position de la draft de la NBA par le Heat de Miami, puis envoyé aux Nets du New Jersey après un premier échange avec les Timberwolves du Minnesota. Resté en Europe en raison de son contrat avec le club turc, il continue d'évoluer en Euroligue, où il présente lors de la saison 2011-2012 des statistiques de 13 points, 2,2 rebonds et 0,7 passe, mais avec un peu plus de 24 minutes contre plus de 35 la saison précédente avec Zagreb. Fenerbahçe, premier de son groupe lors de la saison régulière, échoue lors du Top 16 en terminant dernier de son groupe.
Lors de sa deuxième saison au sein du club turc, Bogdanović est nommé meilleur joueur de la 5e journée du Top 16 de l'Euroligue 2012-2013, ex æquo avec Marcus Williams avec une évaluation de 27 (26 points à 5 sur 8 à 2 points, 2 sur 6 à 3 points, et 10 sur 10 au lancer franc, ainsi que 4 rebonds et 2 passes décisives). Il termine la saison avec des statistiques de 15,9 points, 2,1 rebonds et 1,2 passe en 28 minutes.
Les Nets de Brooklyn, qui détiennent ses droits pour la NBA, tente de faire signer Bogdanović à l'été 2013 mais Fenerbahçe refuse de baisser le montant de la clause de transfert et le joueur doit rester en Turquie. Bogdanović refuse la prolongation de son contrat qui s'arrête à l'été 2014, date à laquelle il sera libre de signer où il le souhaite.
En juin 2014, il remporte le championnat de Turquie.

#### Nets de Brooklyn (2014-2017)
Le 20 juillet 2014, il signe un contrat de 10 millions de dollars sur trois ans avec les Nets de Brooklyn.

#### Wizards de Washington (fév. - juin 2017)
En février 2017, Bogdanović et Chris McCullough sont envoyés aux Wizards de Washington dans un échange contre Andrew Nicholson, Marcus Thornton et un premier tour de la draft 2017.

#### Pacers de l'Indiana (2017-2019)
Le 10 juillet 2017, Bogdanović signe un contrat de deux ans avec les Pacers de l'Indiana pour 21 millions de dollars.

#### Jazz de l'Utah (2019-2022)
Le 7 juillet 2019, il rejoint le Jazz de l'Utah avec un contrat de 73 millions sur 4 ans.

#### Pistons de Détroit (2022-2024)
En septembre 2022, il est transféré vers les Pistons de Détroit contre Kelly Olynyk et Saben Lee.
Le 30 octobre, il signe un extension de contrat de 39,1 millions de dollars sur deux ans.

#### Knicks de New York (2024)
En février 2024, avec Alec Burks, il est transféré aux Knicks de New York en échange d'Evan Fournier, Quentin Grimes, Ryan Arcidiacono et Malachi Flynn.

#### Retour aux Nets de Brooklyn (2024-2025)
En juin 2024, il est à nouveau transféré en direction des Nets de Brooklyn. Il ne joue pas de la saison en raison d'une blessure au pied et il est coupé en février 2025.
Le 29 juin 2025, il annonce sa retraite sportive à l'âge de 36 ans.

### Sélection nationale
Il fait partie de l'équipe de Croatie des 16 ans et moins lors du championnat d'Europe de cette catégorie en 2005 à León. Bogdanović marque 21,9 points par rencontre et prend 4,3 rebonds.
Lors du championnat d'Europe 2013, Bogdanović et Ante Tomić mènent la sélection croate à la 4e place. Bogdanović est élu dans le meilleur cinq de la compétition avec Goran Dragić, Marc Gasol, Linas Kleiza et le MVP Tony Parker.

## Statistiques NBA

### Saison régulière
| Leader de la ligue |

Statistiques en saison régulière
| Saison    | Équipe     | Matchs | Titul. | Min./m | % Tir | % 3pts | % LF | Rbds/m. | Pass/m. | Int/m. | Ctr/m. | Pts/m. |
| --------- | ---------- | ------ | ------ | ------ | ----- | ------ | ---- | ------- | ------- | ------ | ------ | ------ |
| 2014-2015 | Brooklyn   | 78     | 28     | 23,8   | 45,3  | 35,5   | 82,1 | 2,73    | 0,87    | 0,44   | 0,12   | 8,97   |
| 2015-2016 | Brooklyn   | 79     | 39     | 26,8   | 43,3  | 38,2   | 83,3 | 3,23    | 1,25    | 0,37   | 0,06   | 11,23  |
| 2016-2017 | Brooklyn   | 55     | 54     | 27,0   | 44,0  | 35,7   | 87,4 | 3,58    | 1,64    | 0,44   | 0,05   | 14,24  |
| 2016-2017 | Washington | 26     | 0      | 23,1   | 45,7  | 39,1   | 93,4 | 3,08    | 0,81    | 0,38   | 0,15   | 12,69  |
| 2017-2018 | Indiana    | 80     | 80     | 30,8   | 47,4  | 40,2   | 86,8 | 3,38    | 1,49    | 0,69   | 0,10   | 14,26  |
| 2018-2019 | Indiana    | 81     | 81     | 31,8   | 49,7  | 42,5   | 80,7 | 4,11    | 1,99    | 0,85   | 0,01   | 17,95  |
| 2019-2020 | Utah       | 63     | 63     | 33,1   | 44,7  | 41,4   | 90,3 | 4,11    | 2,08    | 0,54   | 0,11   | 20,24  |
| 2020-2021 | Utah       | 72     | 72     | 30,8   | 43,9  | 39,0   | 87,9 | 3,90    | 1,90    | 0,60   | 0,10   | 17,00  |
| 2021-2022 | Utah       | 69     | 69     | 30,9   | 45,5  | 38,7   | 85,8 | 4,30    | 1,70    | 0,50   | 0,00   | 18,10  |
| 2022-2023 | Détroit    | 59     | 59     | 32,1   | 48,8  | 41,1   | 88,4 | 3,80    | 2,60    | 0,60   | 0,10   | 21,60  |
| 2023-2024 | Détroit    | 28     | 27     | 32,9   | 46,8  | 41,5   | 77,9 | 3,40    | 2,50    | 0,80   | 0,10   | 20,20  |
| 2023-2024 | New York   | 29     | 0      | 19,2   | 43,0  | 37,0   | 80,0 | 2,00    | 0,90    | 0,20   | 0,00   | 10,40  |
| Carrière  | Carrière   | 719    | 572    | 29,1   | 46,0  | 39,4   | 85,9 | 3,60    | 1,70    | 0,60   | 0,10   | 15,60  |

### Playoffs
| Saison   | Équipe     | Matchs | Titul. | Min./m | % Tir | % 3pts | % LF | Rbds/m. | Pass/m. | Int/m. | Ctr/m. | Pts/m. |
| -------- | ---------- | ------ | ------ | ------ | ----- | ------ | ---- | ------- | ------- | ------ | ------ | ------ |
| 2015     | Brooklyn   | 6      | 5      | 34,4   | 39,0  | 33,3   | 71,4 | 3,83    | 1,67    | 0,67   | 0,33   | 10,33  |
| 2017     | Washington | 13     | 0      | 20,3   | 41,4  | 35,6   | 84,4 | 4,31    | 0,69    | 0,46   | 0,08   | 8,85   |
| 2018     | Indiana    | 7      | 7      | 34,0   | 39,5  | 37,8   | 60,0 | 3,43    | 1,86    | 0,86   | 0,00   | 12,43  |
| 2019     | Indiana    | 4      | 4      | 36,9   | 39,7  | 31,8   | 88,2 | 5,75    | 2,75    | 2,00   | 0,00   | 18,00  |
| 2021     | Utah       | 11     | 11     | 35,5   | 47,1  | 46,1   | 87,8 | 4,30    | 1,50    | 0,90   | 0,00   | 18,10  |
| 2022     | Utah       | 6      | 6      | 35,7   | 48,1  | 33,3   | 79,2 | 4,20    | 1,70    | 0,30   | 0,00   | 18,00  |
| 2024     | New York   | 4      | 0      | 12,7   | 29,2  | 40,0   | 57,1 | 3,00    | 1,00    | 0,00   | 0,30   | 6,00   |
| Carrière | Carrière   | 51     | 33     | 29,6   | 42,5  | 38,3   | 81,2 | 4,10    | 1,40    | 0,70   | 0,10   | 13,10  |

## Records sur une rencontre en NBA
Les records personnels de Bojan Bogdanović en NBA sont les suivants, :
| Record de la franchise |

| Type de statistique        | Saison régulière | Saison régulière          | Saison régulière | Playoffs | Playoffs                  | Playoffs      |
| Type de statistique        | Record           | Adversaire                | Date             | Record   | Adversaire                | Date          |
| -------------------------- | ---------------- | ------------------------- | ---------------- | -------- | ------------------------- | ------------- |
| Points                     | 48               | Nuggets de Denver         | 7 mai 2021       | 32       | Clippers de Los Angeles   | 16 juin 2021  |
| Paniers marqués            | 17               | 76ers de Philadelphie     | 15 mars 2016     | 11       | 2 fois                    | 2 fois        |
| Paniers tentés             | 27               | 2 fois                    | 2 fois           | 21       | @ Celtics de Boston       | 17 avril 2019 |
| Paniers à 3 points réussis | 11               | @ Thunder d'Oklahoma City | 6 mars 2022      | 9        | Clippers de Los Angeles   | 16 juin 2021  |
| Paniers à 3 points tentés  | 18               | @ Thunder d'Oklahoma City | 6 mars 2022      | 17       | Clippers de Los Angeles   | 16 juin 2021  |
| Lancers francs réussis     | 16               | @ Suns de Phoenix         | 7 mars 2017      | 9        | 2 fois                    | 2 fois        |
| Lancers francs tentés      | 16               | @ Suns de Phoenix         | 7 mars 2017      | 10       | Celtics de Boston         | 21 avril 2019 |
| Rebonds offensifs          | 4                | 3 fois                    | 3 fois           | 3        | 2 fois                    | 2 fois        |
| Rebonds défensifs          | 13               | @ Nuggets de Denver       | 5 janvier 2022   | 8        | 2 fois                    | 2 fois        |
| Rebonds totaux             | 13               | @ Nuggets de Denver       | 5 janvier 2022   | 10       | Celtics de Boston         | 4 mai 2017    |
| Passes décisives           | 8                | Warriors de Golden State  | 23 janvier 2021  | 5        | @ Clippers de Los Angeles | 14 juin 2021  |
| Interceptions              | 3                | 14 fois                   | 14 fois          | 4        | @ Celtics de Boston       | 17 avril 2019 |
| Contres                    | 2                | 2 fois                    | 2 fois           | 1        | 3 fois                    | 3 fois        |
| Balles perdues             | 7                | Bucks de Milwaukee        | 13 mars 2016     | 4        | 2 fois                    | 2 fois        |
| Minutes jouées             | 49               | Bucks de Milwaukee        | 20 mars 2015     | 44       | Hawks d'Atlanta           | 27 avril 2015 |

- Double-double : 6 (dont 1 en playoffs)
- Triple-double : 0

Dernière mise à jour : 28 décembre 2023

## Salaires
| Année       | Équipe                | Salaire      |
| ----------- | --------------------- | ------------ |
| 2014-2015   | Nets de Brooklyn      | 3 728 000 $  |
| 2015-2016   | Nets de Brooklyn      | 3 425 510 $  |
| 2016-2017   | Wizards de Washington | 3 730 653 $  |
| 2017-2018   | Pacers de l'Indiana   | 10 500 000 $ |
| 2018-2019   | Pacers de l'Indiana   | 10 500 000 $ |
| 2019-2020   | Jazz de l'Utah        | 17 000 000 $ |
| Total Gains | Total Gains           | 48 434 163 $ |
| 2020-2021   | Jazz de l'Utah        | 17 850 000 $ |
| 2021-2022   | Jazz de l'Utah        | 18 700 000 $ |
| 2022-2023   | Jazz de l'Utah        | 19 550 000 $ |